# Meta Kenichiro
Meta Kenichiro (米田 兼一郎 Meta Kenichirō, sinh ngày 2 tháng 7 năm 1982) là một cựu cầu thủ bóng đá người Nhật Bản.

## Thống kê câu lạc bộ
| Thành tích câu lạc bộ | Thành tích câu lạc bộ | Thành tích câu lạc bộ | Giải vô địch | Giải vô địch | Cúp                   | Cúp                   | Cúp Liên đoàn | Cúp Liên đoàn | Tổng cộng | Tổng cộng |
| Mùa giải              | Câu lạc bộ            | Giải vô địch          | Số trận      | Bàn thắng    | Số trận               | Bàn thắng             | Số trận       | Bàn thắng     | Số trận   | Bàn thắng |
| Nhật Bản              | Nhật Bản              | Nhật Bản              | Giải vô địch | Giải vô địch | Cúp Hoàng đế Nhật Bản | Cúp Hoàng đế Nhật Bản | J.League Cup  | J.League Cup  | Tổng cộng | Tổng cộng |
| --------------------- | --------------------- | --------------------- | ------------ | ------------ | --------------------- | --------------------- | ------------- | ------------- | --------- | --------- |
| 2001                  | Avispa Fukuoka        | J1 League             | 0            | 0            | 0                     | 0                     | 0             | 0             | 0         | 0         |
| 2002                  | Avispa Fukuoka        | J2 League             | 6            | 0            | 0                     | 0                     | -             | -             | 6         | 0         |
| 2003                  | Avispa Fukuoka        | J2 League             | 33           | 0            | 3                     | 0                     | -             | -             | 36        | 0         |
| 2004                  | Avispa Fukuoka        | J2 League             | 43           | 2            | 2                     | 0                     | -             | -             | 45        | 2         |
| 2005                  | Kyoto Purple Sanga    | J2 League             | 43           | 0            | 1                     | 0                     | -             | -             | 44        | 0         |
| 2006                  | Kyoto Purple Sanga    | J1 League             | 20           | 0            | 0                     | 0                     | 5             | 2             | 25        | 2         |
| 2007                  | Kyoto Sanga FC        | J2 League             | 0            | 0            | 0                     | 0                     | -             | -             | 0         | 0         |
| 2007                  | Tochigi SC            | Football League       | 16           | 2            | 2                     | 0                     | -             | -             | 18        | 2         |
| 2008                  | Tokushima Vortis      | J2 League             | 42           | 1            | 1                     | 0                     | -             | -             | 43        | 1         |
| 2009                  | Tokushima Vortis      | J2 League             | 38           | 0            | 1                     | 0                     | -             | -             | 39        | 0         |
| 2010                  | Tokushima Vortis      | J2 League             |              |              |                       |                       |               |               |           |           |
| Tổng                  | Tổng                  | Tổng                  | 241          | 5            | 10                    | 0                     | 5             | 2             | 256       | 7         |